# Bredskall

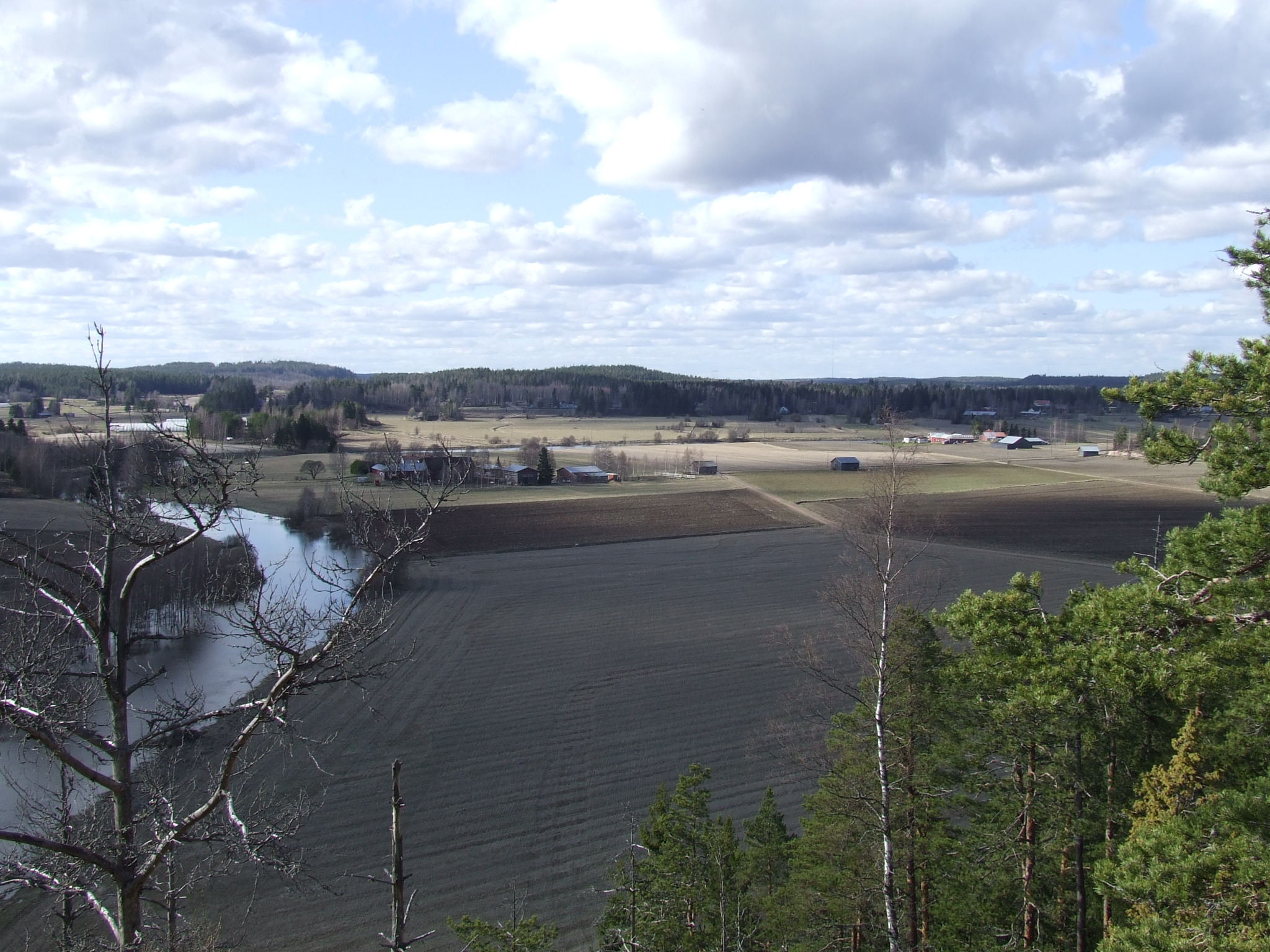
Bredskalls by med Summa älv till vänster i bilden

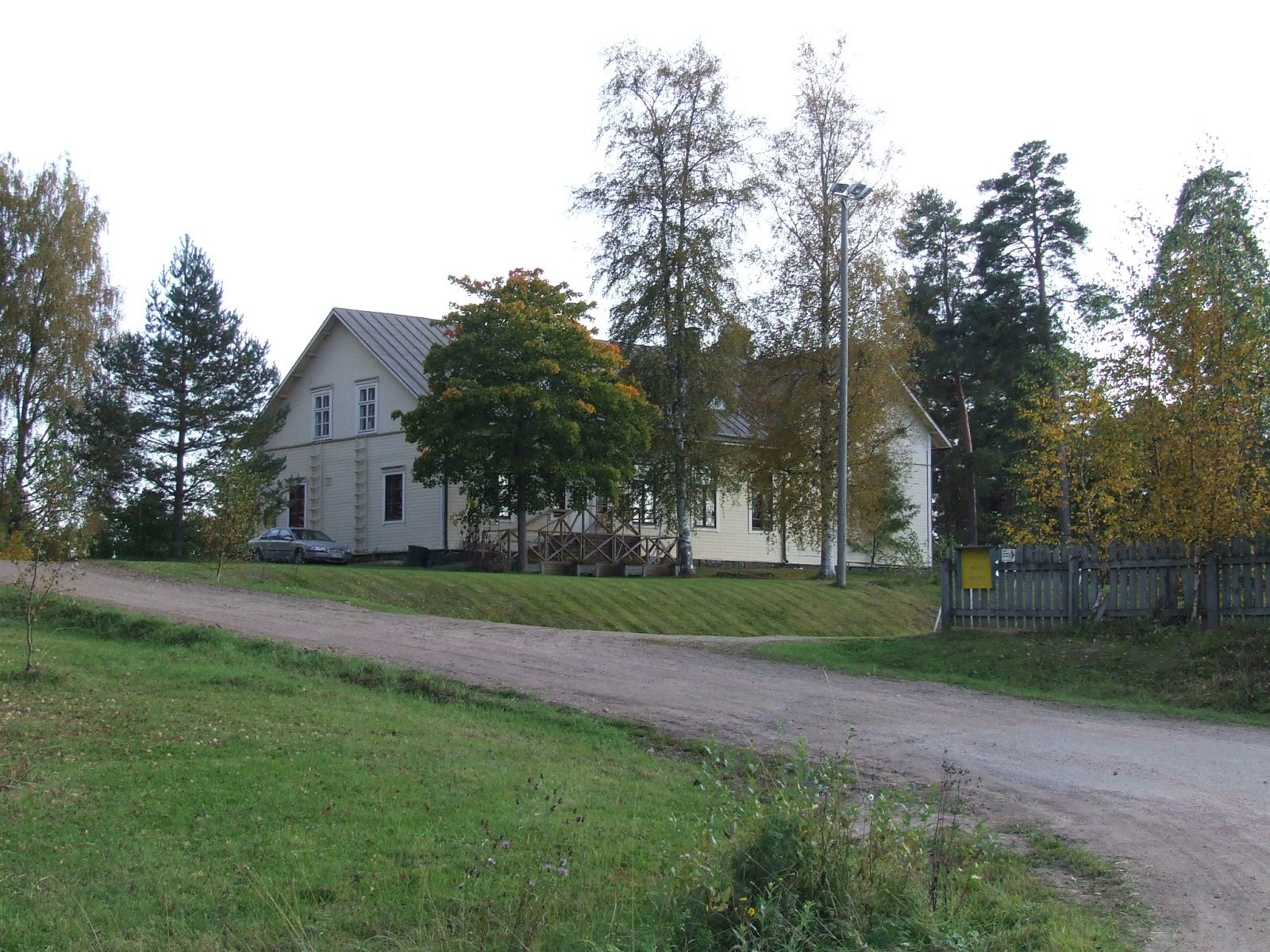
Bredskalls gamla skola

Bredskall.(finska Reitkalli) är en by i Fredrikshamns kommun i landskapet Kymmenedalen. Den tillhörde till 2003 Veckelax kommun i det tidigare Södra Finlands län.
Ett av de första kända skriftliga dokument om orten Bredskall (Bredskalle, Bredskalla) är ett köpebrev, enligt vilket Wilken/Husgafvel-familjens anfader Erik Larsson blev godsägare där på midsommardagen år 1383.